# Колібрі-самоцвіт зеленогорлий
Колі́брі-самоцві́т зеленогорлий (Lampornis viridipallens) — вид серпокрильцеподібних птахів родини колібрієвих (Trochilidae). Мешкає в Мексиці і Центральній Америці.

## Опис
Довжина птаха становить 11-12 см, вага 5,4 г. У самців номінативного підвиду верхня частина тіла зелена, надхвістя бронзове, верхні покривні пера хвоста синювато-чорні. Хвіст дещо роздвоєний, центральні стернові пера чорні, решта стернових пер блідо-зелені. За очима білі смуги, скроні і щоки темні. Горло біле, поцятковане блискучими синьо-зеленими плямами, груди білі, живіт сіруватий, боки поцятковані зеленими плямами, гузка темно-сіра. Дзьоб довгий, прямий, чорний, довжиною 19 мм.
У самиць верхня частина тіла смарагдово-зелена, горло біле, плями на ньому відсутні. Забарвлення молодих птахів є подібне до забарвлення самиць, однак горло у них блідо-охристе. Представники підвиду L. v. amadoni мають більш темне забарвлення, ніж представники номінативного підвиду, надхвістя у них менш бронзове. Представники підвиду L. v. ovandensis відрізняються від представників номінтивного підвиду меншою кількістю плям на боках. У представників підвиду L. v. nubivagus верхня частина тіла темно-зелена, надхвістя яскраво-бронзове.

## Підвиди
Виділяють чотири підвиди:
- L. v. amadoni (Phillips, AR, 1966) — гори Сьєрра-Атравесада[en] на південному сході Оахаки;
- L. v. ovandensis (Salvin & Godman, 1889) — гори на півдні Мексики (Чіапас) і на північному заході Гватемали;
- L. v. viridipallens (Ridgway, 1908) — гори в Гватемалі, північному Сальвадорі і західному Гондурасі;
- L. v. nubivagus Griscom, 1932 — схили вулкана Іламатепек на заході Сальвадору.

## Поширення і екологія
Зеленогорлі колібрі-самоцвіти мешкають в Мексиці, Гватемалі, Сальвадорі і Гондурасі. Вони живуть в гірських сосново-дубових і вічнозелених тропічних лісах та на узліссях. Ведуть осілий спосіб життя. Зустрічаються на висоті від 900 до 3100 м над рівнем моря. Живляться нектаром різноманітних квітучих рослин, а також комахами, яких ловлять в польоті. Гніздяться у березні-квітні та в червні-липні.